# 璜·馬汀·裴瑞拉
璜·馬汀·裴瑞拉（1980年8月10日—）是一名阿根廷游泳運動員，曾代表國家參加2012年倫敦奧運的男子400米自由泳比賽及男子1500米自由泳比賽，並未獲得獎牌。